# 曹大川
曹大川（1528年—1563年），字長融，號白溪，四川重慶府巴縣人，民籍。

## 生平
八月二十日生，行一，治《詩經》，由國子生中式丙午科（1546年）四川鄉試第三十九名舉人，年二十九歲中式嘉靖三十五年丙辰科會試第九十一名，第三甲第四十一名進士。户部观政，授江西丰城县知县，三十八年升刑部主事，历升员外、郎中，四十二年卒。

## 家族
曾祖曹文德，贈刑部主事；祖曹勑，刑部員外郎；父曹汴，浙江布政司左參政；母鄧氏（封孺人，加封太安人）。具慶下，兄大倫；大田，弟曹大埜（戊辰進士）。